# George Kirby
George Kirby (Liverpool, 20 dicembre 1933 – Elland, 24 marzo 2000) è stato un allenatore di calcio e calciatore inglese.

## Carriera

### Calciatore
Formatosi nell'Everton, entra a far parte della prima squadra dal 1955, giocando per quattro stagioni nella massima serie inglese.
Nel marzo del 1959 passa ai cadetti dello Sheffield Weds, con cui vince la Second Division 1958-1959, ottenendo la promozione in massima serie.
Nel gennaio 1960 scende nuovamente in cadetteria per giocare nel Plymouth, società in cui militerà sino al settembre del 1962.
Dal 1962 al marzo 1964 è in forza al Southampton, sempre tra i cadetti. Nel marzo 1964 passa al Coventry City, società con cui vince la Third Division 1963-1964.
Nell'ottobre del 1964 passa allo Swansea City, con cui retrocede in terza serie al termine della Second Division 1964-1965.
Dal 1965 al 1967 gioca in terza serie con il Walsall.
Nell'estate 1967 si trasferisce negli Stati Uniti d'America per divenire giocatore del New York Generals. Con i Generals ottiene il terzo posto dell'Eastern Division della NPSL.
L'anno seguente, la prima della lega nordamericana NASL, ottiene con il suo club il terzo posto della Atlantic Division.
Terminata l'esperienza americana, Kirby rientra in patria per giocare nel Brentford, con cui ottiene l'undicesimo posto nella Fourth Division 1968-1969. Chiuderà la propria carriera agonistica nel Worcester City.

### Allenatore
Lasciato il calcio giocato, divenne il vice di Alan Ball all'Halifax Town, che sostituì alla guida del club quando questi divenne nel maggio 1970 allenatore del Preston N.E., promettendo un calcio offensivo. Con l'Halifax otterrà il terzo posto nella Third Division 1970-1971, e la sua squadra sarà la più prolifica come reti segnate, 74, di tutto il campionato.
Nel 1971 diviene l'allenatore del Watford, con cui retrocede in terza serie al termine della Second Division 1971-1972, rimanendo in carica anche la stagione seguente.
Nel 1974 si trasferisce in Islanda per allenare l'ÍA Akraness, società con cui vince due campionati.
Dopo aver lavorato in Kuwait, nel novembre 1978 ritorna all'Halifax Town per sostituire Jimmy Lawson. Durante la sua guida l'Halifax Town rimase sempre nelle posizioni di fondo della quarta divisione inglese. Entrato in conflitto con la società, che gli chiedeva di dimettersi spontaneamente, venne esonerato. Kirby denunciò la società per ingiusto licenziamento ma prima che il tribunale potesse pronunciarsi venne annunciato un accordo tra l'allenatore e la società.
Allenò poi l'ÍA Akraness in altre due occasioni, per poi divenire osservatore per varie squadre, come l'Everton, West Bromwich e QPR.

## Palmarès

### Calciatore
- Second Division: 1

Sheffield Wednesday: 1958-1959
- Third Division: 1

Coventry City: 1963-1964

### Allenatore
- Campionato islandese: 2

ÍA Akraness: 1974, 1975